# Manavav
Manavav, Manavao o Manavan fou un estat tributari protegit a l'agència de Kathiawar, presidència de Bombai, al prant de Sorath o Surat. Tenia una superfície de 13 km² i estava format per un sol poble amb una població de 558 habitants el 1881 i uns 400 habitants el 1901. Els ingressos eren de 4.100 rúpies i pagava 26 rupies com a tribut al nawab de Junagarh i 142 al Gaikwar de Baroda. El sobirà era un kathi. Manavao (també Manawao) la capital, estava a uns 30 km al sud d'Amreli.